# Occimiano
Occimiano är en ort och kommun i provinsen Alessandria i regionen Piemonte i Italien. Kommunen hade 1 288 invånare (2018).